# Summerfield (North Carolina)
Summerfield is een plaats (town) in de Amerikaanse staat North Carolina, en valt bestuurlijk gezien onder Guilford County.

## Demografie
Bij de volkstelling in 2000 werd het aantal inwoners vastgesteld op 7018.
In 2006 is het aantal inwoners door het United States Census Bureau geschat op 7423, een stijging van 405 (5.8%).

## Geografie
Volgens het United States Census Bureau beslaat de plaats een oppervlakte van
70,6 km², waarvan 70,2 km² land en 0,4 km² water. Summerfield ligt op ongeveer 288 m boven zeeniveau.

## Plaatsen in de nabije omgeving
De onderstaande figuur toont nabijgelegen plaatsen in een straal van 24 km rond Summerfield.